# Kad bi’ bio bijelo dugme
A Kad bi' bio bijelo dugme (magyarul: Ha én fehér gomb lennék) a Bijelo dugme jugoszláv rockegyüttes első nagylemeze, mely 1974-ben jelent meg a zágrábi Jugoton kiadónál, kinyitható borítóval. Katalógusszáma: LSY-63016. A borító hátoldala a dalszövegeket is tartalmazza.

## Az album dalai

### A oldal
1. Kad bi' bio bijelo dugme (10:23)
2. Blues za moju bivšu dragu (6:23)

### B oldal
1. Ne spavaj mala moja muzika dok svira (2:30)
2. Sve ću da ti dam samo da zaigram (4:04)
3. Selma	(6:09)
4. Patim evo deset dana (4:51)

## Közreműködők
- Goran Bregović - gitár, harmónika
- Željko Bebek - ének
- Zoran Redžić - basszusgitár
- Ipe Ivandić - dob
- Vlado Pravdić - orgona, szintetizátor, elektromos zongora, zongora
- Vladimir Mihaljek - producer
- Miro Bevc - hangmérnök
- Dragan S. Stefanović - terv, borítófotó
- Boris Dučić - fényképek